# Sydney Swans

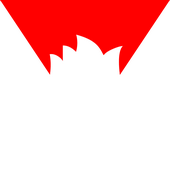
Logo AFL Sydney Swans

Sydney Swans Football Club – klub futbolu australijskiego występujący w ogólnokrajowej lidze AFL. Klub noszący przydomek „the Swans” (Łabędzie) został założony w 1874 roku jako South Melbourne Football Club.
Łabędzie były pierwszą drużyną w lidze, która przeniosła swoją siedzibę w zupełnie nowe miejsce. Klub jest uważany za prekursora w popularyzacji ligi VFL (obecna AFL) poza stanem Wiktoria.
Klub większość swoich domowych meczów rozgrywa na Sydney Cricket Ground, mogącym pomieścić 45.000 widzów. Mecze cieszące się szczególnym zainteresowaniem rozgrywane są na ANZ Stadium (były Stadion Olimpijski), na którym może zasiąść przeszło 80.000 widzów.

## Wczesne lata
Za oficjalną datę powstania klubu uważa się 19 czerwca 1874 roku. Klub stał się reprezentantem Południowego Melbourne (South Melbourne), jednego z najstarszych ośrodków społecznych w całej Wiktorii. 
W 1897 roku klub wraz z siedmioma innymi drużynami utworzył Victorian Football League (VFL), która w 1990 roku zmieniła nazwę na Australian Football League (AFL).

## Pierwsze sukcesy i powolny upadek
W pierwszej połowie XX wieku klub odnosił największe sukcesy w swej historii. Trzykrotnie zdobył mistrzostwo i ośmiokrotnie wicemistrzostwo ligi. W drugiej połowie XX wieku klub nie potrafił już nawiązać do lat chwały. Wręcz przeciwnie, z roku na rok popadał w coraz to większe kłopoty sportowe, organizacyjne i finansowe. W latach, w których na znaczeniu zaczęły przybierać finanse, South Melbourne FC – jako klub o małych możliwościach marketingowych – nie mógł sprostać wymogom nowych czasów.

## Przenosiny do Sydney
Klub, borykający się z narastającymi problemami finansowymi, miał jedynie dwie drogi wyjścia z zaistniałej sytuacji: zawiesza swoją działalność (co w praktyce skutkowałoby rozwiązaniem klubu), albo w całości przenosi swoją siedzibę w nowe miejsce. Zważając na przeszło 100-letnią historię, klub brał pod uwagę tylko drugą ewentualność. 
Najwłaściwszym miejscem dla nowej siedziby klubu okazało się Sydney, czyli największe australijskie miasto, w którym futbol australijski był mało popularnym sportem.
W ten sposób Łabędzie stały się pierwszą drużyną ligi stanu Wiktoria (VFL) rozgrywającą swe mecze w innym stanie. Ruch ten zainicjował powolne przekształcanie się ligi wiktoriańskiej w strukturę ogólnokrajową. 
Sezon roku 1982 był pierwszym rozegranym w nowym miejscu. Klub zmienił swą historyczną nazwę South Melbourne Football Club na Sydney Swans Football Club. Przydomek Swans wprowadzono do oficjalnej nazwy w celu zaakcentowania swej historycznej przynależności z Południowego Melbourne.

## Ciężka walka o kibiców
Sydney jest sercem rugby, gdzie futbol australijski – mimo długiej historii – był sportem mało popularnym. 
Do 1987 roku wszystko przebiegało zgodnie z planem, zainteresowanie meczami Łabędzi rosło (w 1987 roku średnia frekwencja oscylowała w granicach 22.000). Rok później zainteresowanie drastycznie spadło (do 12.000). Regres pogłębiał się do 1994 roku, w którym to zanotowano niespełna 10.000 frekwencję. Istniały realne obawy, że klub może przestać istnieć, lecz od połowy lat 90. zainteresowanie meczami gwałtownie wzrosło, w szybkim czasie osiągnęło ponad 20.000, a później przeszło 30.000. Uważa się, że było to spowodowane dwoma czynnikami: dotarciem Swans do finału ligi w 1996 roku i wielkim konfliktem w „rodzinie rugby” (tzw. Super League War), zniechęcającym wielu ludzi do tego sportu. 
Od połowy lat 90. Sydney Swans cieszą się dużą popularnością w mieście. Najbardziej prestiżowe mecze potrafią gromadzić na ANZ Stadium po 60.000 widzów.

## Barwy i przydomek klubu
Tradycyjnymi kolorami klubu są: czerwień i biel. 
Przydomek Łabędzie wywodzi się od miejsca siedziby klubu South Melbourne FC. Stadion klubowy znajdował się nieopodal Jeziora Alberta słynącego z wielkiej liczby łabędzi.
Po przenosinach do Sydney przydomek Łabędzie zaczął być kojarzony ze słynną Sydney Opera House, której kształt przypomina łabędzia. 

## Sukcesy
- Mistrzostwo ligi: (5)

1909 1918 1933 2005 2012
- Wicemistrzostwo ligi (12)

1899 1907 1912 1914 1934 1935 1936 1945 1996 2006 2014 2016